# Cecilia Ricciarelli
Cecilia Ricciarelli és una llibretera i activista cultural italiana establerta a Barcelona, on dirigeix la llibreria Le Nuvole i organitza activitats per promoure el coneixement de la cultura italiana i apropar-la als italians residents a Catalunya.
Cecilia Ricciarelli, nascuda a Roma, va estudiar literatura a la Universitat de la Sapienza i el 2004 es va doctorar en cinema a la Sorbona, a París, amb una tesi sobre el cinema cubà després de la revolució. Després va viure a Israel i a Mèxic.  S'ha dedicat a l’ensenyament de l’italià com a llengua estrangera i és professora de semiòtica a l'Institut Europeu de Disseny (Istituto Europeo di Design) de Barcelona. El 2011 va fundar, juntament amb Francesca Coradeschi, la llibreria Le Nuvole al barri de Gràcia de Barcelona. Le Nuvole no és únicament una botiga on es venen llibres; hi ha un club de lectura i un grup de conversa i s'hi fan presentacions de llibres, recitals de poesia, concerts i teatre, entre altres activitats relacionades amb la cultura italiana.
Des de l'any 2022, Ricciarelli organitza el Festival de Literatura Italiana de Barcelona (FLIB), que compta amb la col·laboració de Biblioteques de Barcelona i de l'Institut Italià de Cultura de Barcelona.
Gran coneixedora de l’obra del director de cinema xilè Patricio Guzmán, és autora del llibre El cine documental según Patricio Guzmán, en què, a partir de les converses mantingudes amb Guzmán sobre el rerefons i la producció de les seves pel·lícules, , analitza detalladament la seva obra. Es va publicar el 2010 i el 2011 se'n va fer una segona edició, en la qual l'autora va incloure una anàlisi del film Nostalgia de la luz, estrenat aquell mateix any. El periodista Francisco Puñal Suárez afirma que aquest llibre és un «volum molt valuós per als amant del setè art, en el qual llegim un diàleg transparent i enriquidor, on es posa de manifest tota l'angoixa en el procés creatiu de l'autor [Patricio Guzmán] i en el qual ella [Cecilia Ricciarelli] analitza amb ell cada una de les seves pel·lícules».
En l'àmbit del cinema, l'any 2001, Ricciarelli va codirigir, amb Diego Malquori el curtmetratge Havana Today: Impressions of a City in 16 Chapters.